# Enrico Caetani
Enrico Caetani (ur. 6 sierpnia 1550 w Sermoneta, zm. 13 grudnia 1599 w Rzymie) – włoski kardynał.

## Życiorys
W 1571 uzyskał doktorat utroque iure na uniwersytecie w Perugii i rozpoczął pracę w kurii rzymskiej. Tytularny patriarcha Aleksandrii od 29 lipca 1585. Legat w Bolonii 1585–1587. W grudniu 1585 papież Sykstus V mianował go kardynałem prezbiterem z tytułem Santa Pudenziana. Kamerling Świętego Kościoła Rzymskiego od 26 października 1587. Legat a latere we Francji 1589–1590, gdzie działał na rzecz wyboru katolickiego władcy po śmierci króla Henryka III. Papież Grzegorz XIV w 1591 mianował go prefektem Kongregacji ds. Francuskich. Jako kamerling uczestniczył w konklawe 1591 i konklawe 1592. Legat a latere w Polsce od kwietnia 1596 do czerwca 1597. Został członkiem Arcybractwa Męki Pańskiej w Krakowie. Zabiegał na dworze Zygmunta III Wazy o udział Rzeczypospolitej w wojnie z Imperium Osmańskim. Zmarł w Rzymie w wieku 49 lat i został pochowany w swoim kościele tytularnym Santa Pudenziana.
Jego postać została umieszczona na obrazie Kazanie Skargi Jana Matejki.